# Wicklow Pipes
Die Wicklow Pipes wurden 2003 bei einer archäologischen Grabung von Bernice Molly in Greystones im County Wicklow in Irland gefunden. Es sind sechs sorgfältig gearbeitete Holzflöten aus der Bronzezeit (2200–2000 v. Chr.), die die ältesten erhaltenen Blasinstrumente aus Holz darstellen.
Die Wicklow Pipes wurden in einem wasserdurchtränkten Trog eines frühbronzezeitlichen (etwa 2120–2085 v. Chr.) Burnt Mound (Brandhügels) entdeckt. Die aus Eibenholz gearbeiteten Flöten wurden in absteigender Länge nebeneinanderliegend gefunden. Sie haben Längen von 57 bis 29 cm, wobei nicht alle vollständig erhalten waren. Der Innendurchmesser beträgt etwa 2,0 cm. Es sind keine Fingerlöcher erkennbar. Einige Enden besitzen eine gestufte Verjüngung, was darauf hindeutet, dass sie am Ende ursprünglich in organischem Material fixiert waren, also etwa über einen gemeinsamen Luftsack angeblasen wurden. Vielleicht waren es auch Eintonflöten, die miteinander verbunden eine Art Panflöte ergaben.